# Пью, Льюис
Льюис Уильям Гордон Пью (род. 5 декабря 1969 года) — британско-южноафриканский пловец на выносливость и защитник океана.
Имеет прозвище «Эдмунд Хиллари плавания». Был первым человеком, который совершил заплывы на длинные дистанции во всех океанах мира. Неоднократно совершал заплывы в уязвимых экосистемах, чтобы привлечь внимание к их бедственному положению.
Наиболее известен тем, что впервые совершил заплыв через Северный полюс в 2007 году, чтобы подчеркнуть таяние арктических льдов. В 2010 году переплыл ледниковое озеро на Эвересте чтобы обратить внимание на таяние ледников в Гималаях и влияние дефицита воды на мир в регионе. В 2018 году он проплыл по всему Ла-Маншу чтобы призвать к тому, чтобы к 2030 году было взято под охрану 30 % Мирового океана.
В 2013 году Организация Объединённых Наций назначила его первым покровителем океанов ООН.
В 2016 году Пью сыграл ключевую роль в создании крупнейшего в мире морского заповедника в море Росса у Антарктиды. Средства массовой информации придумали термин «дипломатия Speedo» по названию бренда плавок, которые использует Пью.
В настоящее время является адъюнкт-профессором международного права в университете Кейптауна. Кавалер ордена Ихаманга.